# Thecla oleris
Thecla oleris är en fjärilsart som beskrevs av Druce 1907. Thecla oleris ingår i släktet Thecla och familjen juvelvingar. Inga underarter finns listade i Catalogue of Life.